# 黎輝⿰王簪
黎輝（越南语：／；1742年—1802年以後），越南後黎朝、阮朝官員。

## 生平
黎輝是山南上鎮應天府青威縣貝溪社（今屬河內市）人，景興三年（1742年）出生。景興二十三年（1762年），考中生徒。景興二十九年（1768年），考中鄉貢。其後兩次參加會試，均不中。景興四十年（1779年），鄭主鄭森下令開盛科，他再次應試，考中二甲進士出身，是該科第一名庭元。此後歷任翰林院校理、清華道監察御史、國子監直講、會試同考官、翰林院侍制、山西處憲察使。景興四十七年（1786年）三月，任翰林院侍讀。昭統二年（1788年），封應溪侯，升任山南協鎮。同年底，西山阮惠北上，擊敗前來救援的清軍。黎帶領家人四處躲避西山軍，不願投降。
西山景盛年間，黎曾與阮福映取得聯繫。但他認為阮福映沒有復興黎朝的意思，所以又返回了北河。
嘉隆元年（1802年），阮福映滅西山，統一越南，徵召黎朝舊臣出仕，任命黎為太和殿學士，行京北督學，兼太原、諒山、高平督學。